# Georgia Championship Wrestling
Georgia Championship Wrestling (GCW) foi uma promoção de wrestling profissional estadunidense, a qual foi programa televisivo entre os anos 70 e 80, com sede em Atlanta, Georgia. O território foi afiliado da National Wrestling Alliance, durante décadas, defendendo seus títulos mais importantes na NWA.
Outra promoção criada como Georgia Championship Wrestling, no início do século XXI, mas depois foi renomeada para Great Championship Wrestling.
Dentre os wrestlers que passaram, há de destacar Dusty Rhodes, Ricky Steamboat, Ted DiBiase, Jake Roberts, Larry Zbyszko e Rick Martel. O título mais importante era o NWA Georgia Heavyweight Championship.

## Títulos
| - NWA Columbus Heavyweight Championship - NWA Columbus Tag Team Championship - NWA Georgia Heavyweight Championship - NWA Georgia Junior Heavyweight Championship - NWA National Television Championship - NWA Georgia Tag Team Championship - NWA International Tag Team Championship (Georgia version) - NWA Macon Heavyweight Championship |  | - NWA Macon Tag Team Championship - NWA National Heavyweight Championship - NWA National Tag Team Championship - NWA National Television Championship - NWA Southern Heavyweight Championship (Georgia version) - NWA Southern Tag Team Championship (Georgia version) - NWA World Tag Team Championship (Georgia version) |